# Centrotus albilatus
Centrotus albilatus är en insektsart som beskrevs av Walker 1870. Centrotus albilatus ingår i släktet Centrotus och familjen hornstritar. Inga underarter finns listade i Catalogue of Life.